# 兰家遗址
兰家遗址，位于山东省滨州市滨城区堡集镇兰家村，是中华人民共和国山东省文物保护单位之一。
1977年12月23日，授予山东省文物保护单位，是一座古遗址。